# Aeluropus littoralis
Espèce
Aeluropus littoralis, l'Élurope du littoral ou Dactyle des grèves, est une plante herbacée méditerranéenne de bord de mer de la famille des Poaceae (graminées).

## Synonymes
- Poa littoralis Gouan (basionyme).
- Dactylis littoralis Willd. (le Dactyle de rivage).

## Description
La floraison a lieu de mai à juillet.